# M&T Bank Stadium
M&T Bank Stadium este un stadion de fotbal american cu utilizări multiple situat în Baltimore, Maryland. Este locul unde își desfășoară meciurile pe teren propriu echipa din  Liga Națională de Fotbal Baltimore Ravens. Stadionul este apropiat de Oriole Park at Camden Yards, unde își joacă meciurile de pe teren propriu echipa de baseball Baltimore Orioles. Adesea menționat ca "Ravens Stadium", M&T Bank Stadium a fost inaugurat în 1998, și este în prezent unul dintre cele mai lăudate stadioane din NFL pentru facilitățile oferite suporterilor, ușurința accesului și a altor facilități.
Stadionul a fost inițial cunoscut sub numele de Ravens Stadium at Camden Yards, până când PSINet a achiziționat drepturile de numire în 1999, numindu-l PSINet Stadion. A revenit la Ravens Stadium în 2002, când PSINet a dat faliment. Înelegerea pentru drepturile de numire pentru M&T Bank Stadium a fost reînnoit pentru 60 milioane de dolari pe durata a 10 ani în 2014, extinzându-se perioada de numire până în 2027.

## Istoria
Construcția noului stadion a început la mijlocul anului 1996, la scurt timp după sosirea echipei Ravens în oraș. Echipa a jucat în primii doi ani pe Memorial Stadium. Deși existau o afecțiune din partea locuitorilor Baltimore pentru ca Ravens să joace acolo permanent,  s-a considerat că stadionul este prea vechi pentru a găzdui o echipă de fotbal. (Orioles s-a mutat de pe Memorial Stadium după sezonul din 1991.)
Stadionul este pe locul unde s-a aflat fabrica de pian Wm. Knabe & Co.  pian fabrica, care s-a închis în timpul Marii Depresiuni. Un trotuar sub forma unei claviaturi în colțul de sud-vest al stadionului onorează moștenirea companiei.
În 2003, M&T Bank a achiziționat drepturile de numire a stadionului. Banca intrase recent pe piața din Baltimore o dată cu achiziționarea Allfirst Bank. Alte două companii au fost în procesul de negociere pentru acordarea drepturilor de numire a stadionului; ele au fost, potrivit surselor, Nextel și CarMax. După decesul fundașului Johnny Unitas în septembrie 2002, a existat intenția redenumirii stadionului după figura legendară a starului de la Baltimore, pe atunci stadionul neavând un nume. Cu toate acestea, Ravens și Maryland Stadium Authority au rămas femi pe poziție pentru negocierea numelui și a prețului care urma să fie obținut . În cele din urmă, piața din fața intrării principale a stadionului a fost numită "Unitas Plaza", alături de o statuie de bronz. Piața avea afișe de mari dimensiuni, fiecare conținând o imagine de-a lui Unitas, care flancau intrarea stadion. După 10 ani, acestea au fost înlocuite de un număr 19 de metal (numărul purtat de Unitas) pentru sezonul 2012. În 2014, Ravens a inaugurat o nouă statuie a lui Ray Lewis lângă cea a lui Unitas. 

## Design
Stadionul conține cinci niveluri, fiind nivelul de jos, nivelul club, nivelul celor 300 de apartamente, nivelul celor 400 de apartamente  și partea superioară a stadionului. Nivelul de jos conține 42 de rânduri de scaune, împărțit în două secțiuni. Scaunele de sub tunel sunt etichetate de la 1 la 18, în timp ce scaunele de deasupra tunelului sunt etichetate de la 19 la 42 de ani, cu excepția secțiunilor 123-130, care conțin rândurile 19-35, din cauza zonei presei. La nivelul club, rândurile sunt etichetate de la 1 la 13 pe margine, și de la 1 la 17 în colțuri acolo unde nu există apartamente. În partea superioară, locuri de margine sunt etichetate de la 1 la 32, în timp ce în partea de sus dinspre terenurile țintă, sunt numerotate de la 1 la 26. Lățimea scaunelor variază între 48 și 53 de milimetri , din cauza curbei de proiectare a stadionului, în timp ce scaunele căptușit variază ca lățime de la 53 la 58 de milimetri
Locul de desfășurare este deservit de stația Hamburg Street a Baltimore Light Rail.

### Suprafața de joc
Stadionul prezenta inițial o suprafață de iarbă naturală. Cu toate acestea, o suprafață artificială, Sportexe Momentum Turf, a fost instalat pentru sezonul 2003, care, la rândul său, a fost înlocuit de o nouă generație Sportexe Momentum 51 în 2010. Pe decembrie 4, 2015, Ravens a anunțat că, în 2016, echipa va reveni la iarbă naturală ca suprafață de joc. Capacitatea listată pentru M&T Bank Stadium este de 71.008 de locuri.

## Locatarii
Ravens sunt chiriașii principali ai stadionului. Pe 7 decembrie 2008, s-a atins un record de spectatori de 71.438 la meciul dintre Baltimore Ravens și Washington Redskins, doar pentru a fi depășit săptămâna viitoare, când 71.502 spectatori au asistat la meciul dintre Ravebs și Pittsburgh Steelers . Pe 15 ianuarie 2012, o mulțime record de 71.547, cea mai mare din istoria echipei , s-a înregistrat le meciul dintre Baltimore Ravens și Houston Texans.